# Freitext
freitext ist ein deutschsprachiges Kultur- und Gesellschaftsmagazin mit dem Schwerpunkt auf Literatur.

## Das Magazin
freitext erschien seit 2003 dreimal jährlich in Hannover, seit 2006 erscheint es zweimal jährlich. Bis 2014 wurde es von dem Autor Deniz Utlu herausgegeben. Der Name freitext geht auf den Philosophen und Schriftsteller Bernhard H. F. Taureck zurück. Das Magazin veröffentlicht literarische, journalistische oder wissenschaftliche Texte, die sich mit postkolonialen, feministischen und anderen zeitkritischen Themen beschäftigen. Neben Gedichten, Erzählungen und dramatischen Texten werden Fotografie und Illustrationen sowie Essays, Interviews und Besprechungen abgedruckt. Zu den bislang veröffentlichten Autoren gehören unter anderen Zafer Şenocak, Selim Özdogan, Mely Kiyak, İmran Ayata, Peter Glaser, Oskar Ansull, Abbas Maroufi, Murathan Mungan, Noah Sow und Daniel Kahn.
Feste Redaktionsmitglieder sind des Weiteren: Marianna Salzmann, Marcela Knapp, Mutlu Ergün-Hamaz, Sofia Hamaz und Sophie Elmenthaler, außerdem Deniz Keskin (Gestalter) und Mike Klesse (Organisation).

## Veranstaltungen
Mit freitext sind diverse Lesungen und Literaturveranstaltungen assoziiert: tausend worte tief 2004 bis 2006 im Café :vor wien und 2009 bis 2010 in der Werkstatt der Kulturen, 2011 bis 2012 vibrationshintergrund im Ballhaus Naunynstraße, seit 2013 Gegen Sätze im Studio Я des Maxim Gorki Theater.